# Sân vận động Mandalarthiri
Sân vận động Mandalarthiri (tiếng Miến Điện: မန္တလာသီရိ အားကစားကွင်း) là một sân vận động đa năng nằm ở Mandalay, Myanmar. Sân nằm ở phía đông của Mingalar Mandalay. Địa chỉ của nó là từ 68 đến 73, giữa Đường NguShwewar và Đường Thazin, bên cạnh Học viện bóng đá Mandalay. Sân vận động đã tổ chức giải bóng đá nữ của Đại hội Thể thao Đông Nam Á 2013 và cũng là sân nhà của Yadanarbon F.C. Sân trở thành một trong những địa danh của Mandalay.